# Musée des Arts et Métiers de Hambourg
Le musée des Arts et Métiers de Hambourg (en allemand Museum für Kunst und Gewerbe Hamburg) est un musée d'arts décoratifs à Hambourg.

## Historique
Fondé en 1874, il est un des musées les plus grands et les plus importants de la ville hanséatique, ainsi qu'un des plus connus en Allemagne. Il se trouve dans un palais de style néobaroque à proximité de la gare centrale de Hambourg. Le Musée abrite des collections d'art antique méditerranéen, d'art du Proche et de l'Extrême-Orient, d'objets d'artisanat décoratifs européen du Moyen Âge à nos jours, de mode, de photographie et d'art graphique.
Le musée possède aussi une bibliothèque spécialisée sur l'histoire de l'art en général ainsi qu'une collection remarquable sur l'art du livre.

## Galerie

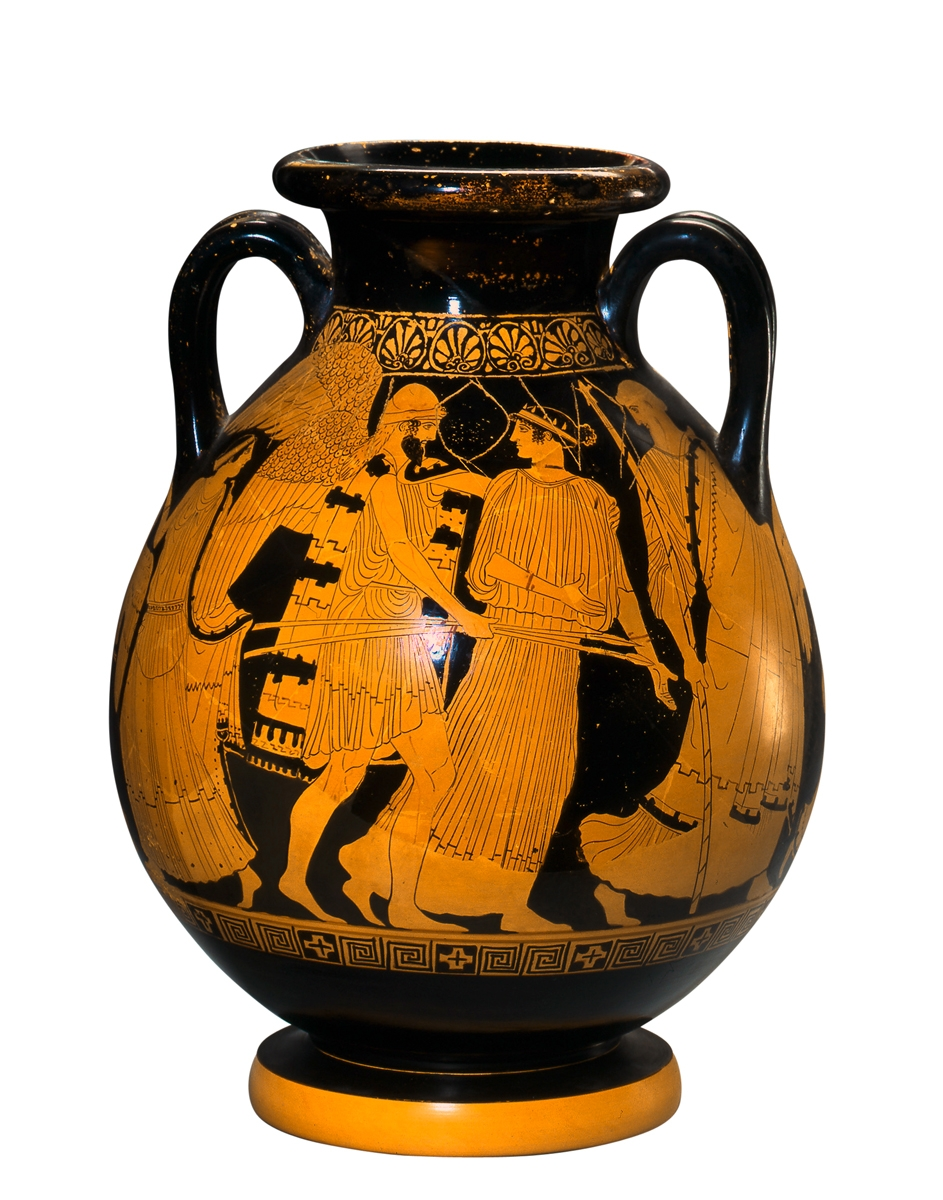
Céramique grecque antique à figures rouges
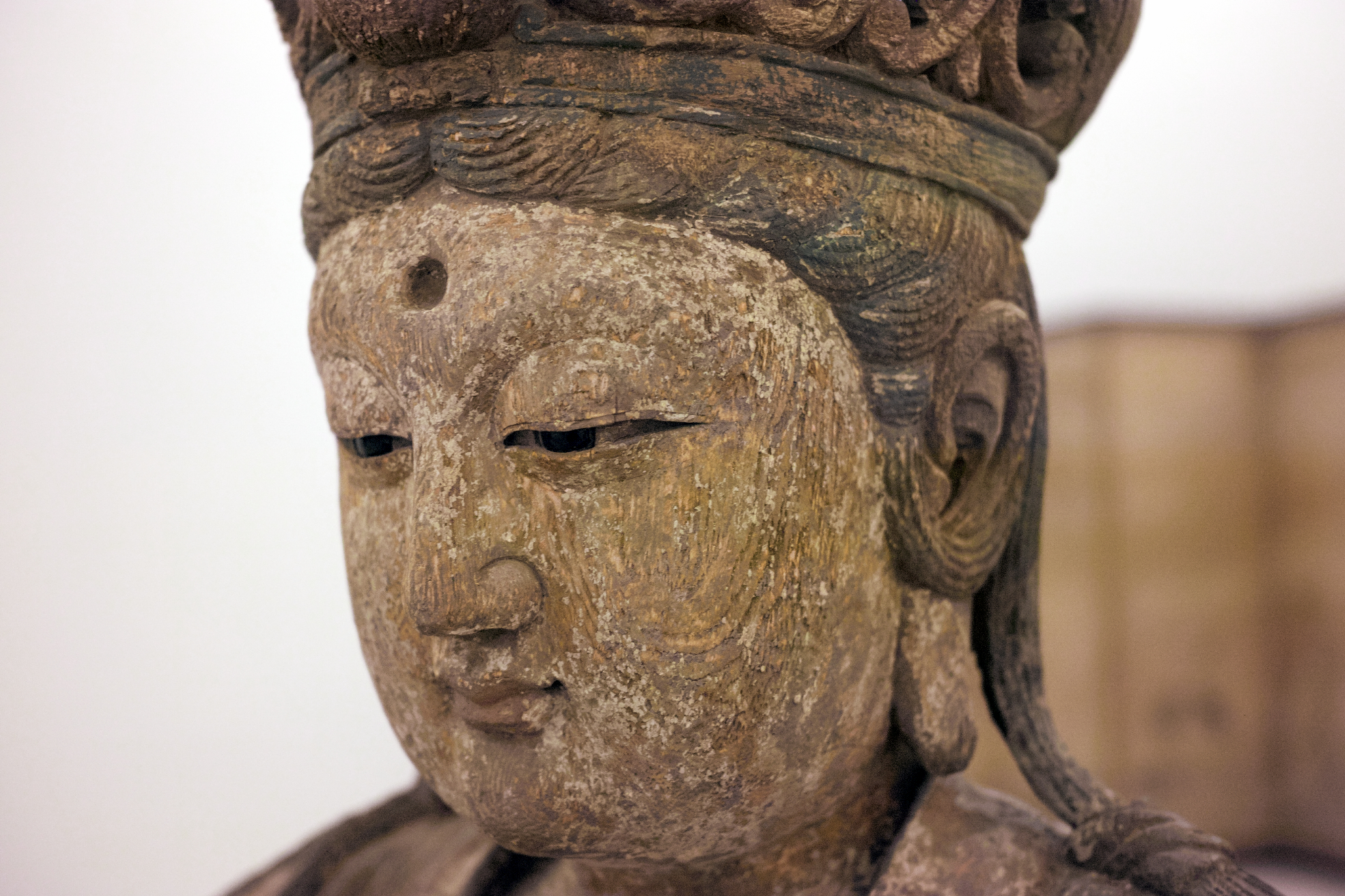
Sculpture Boddhistava Avalokitesvara (dynastie Ming, ca. 1500)
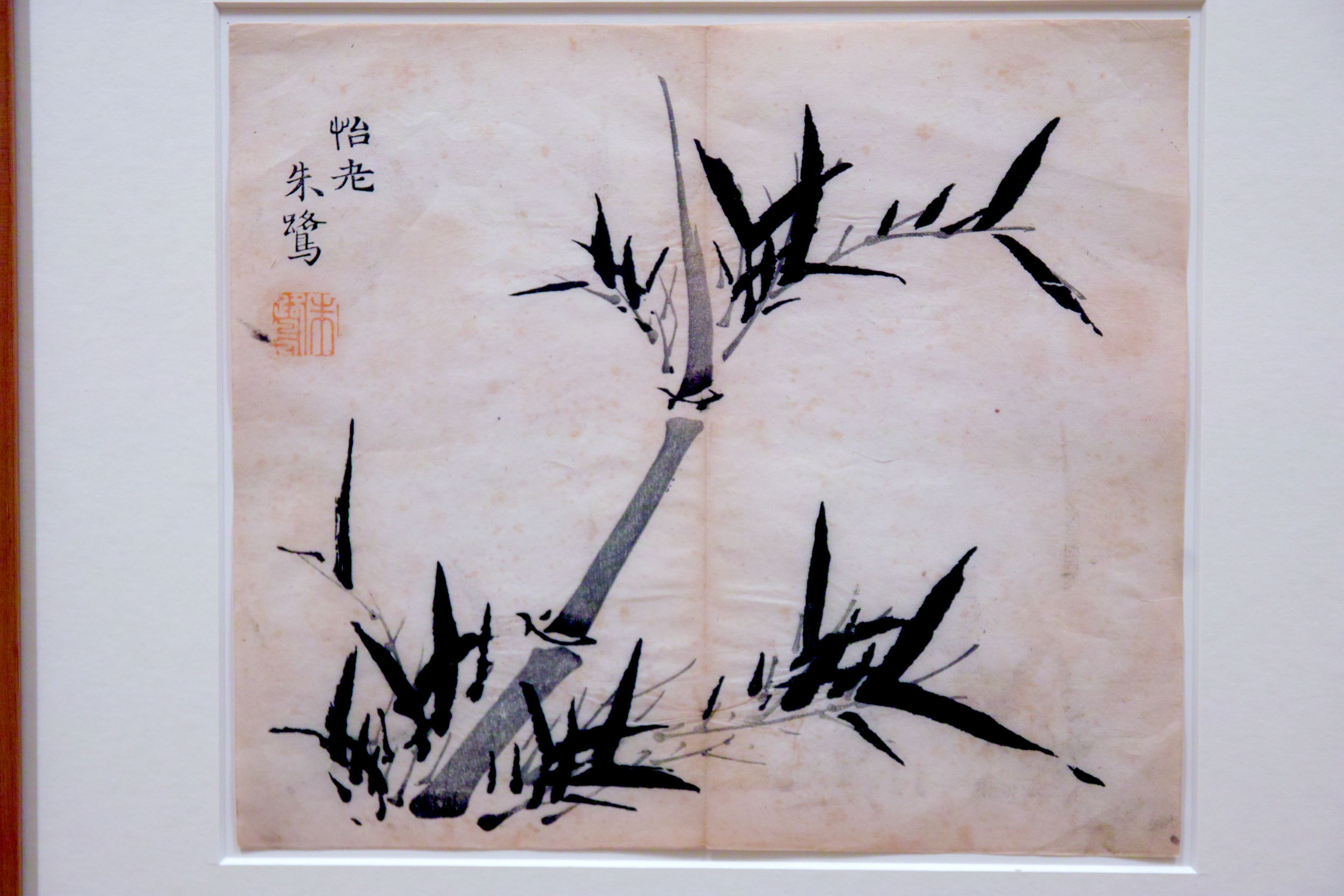
Graphique chinois
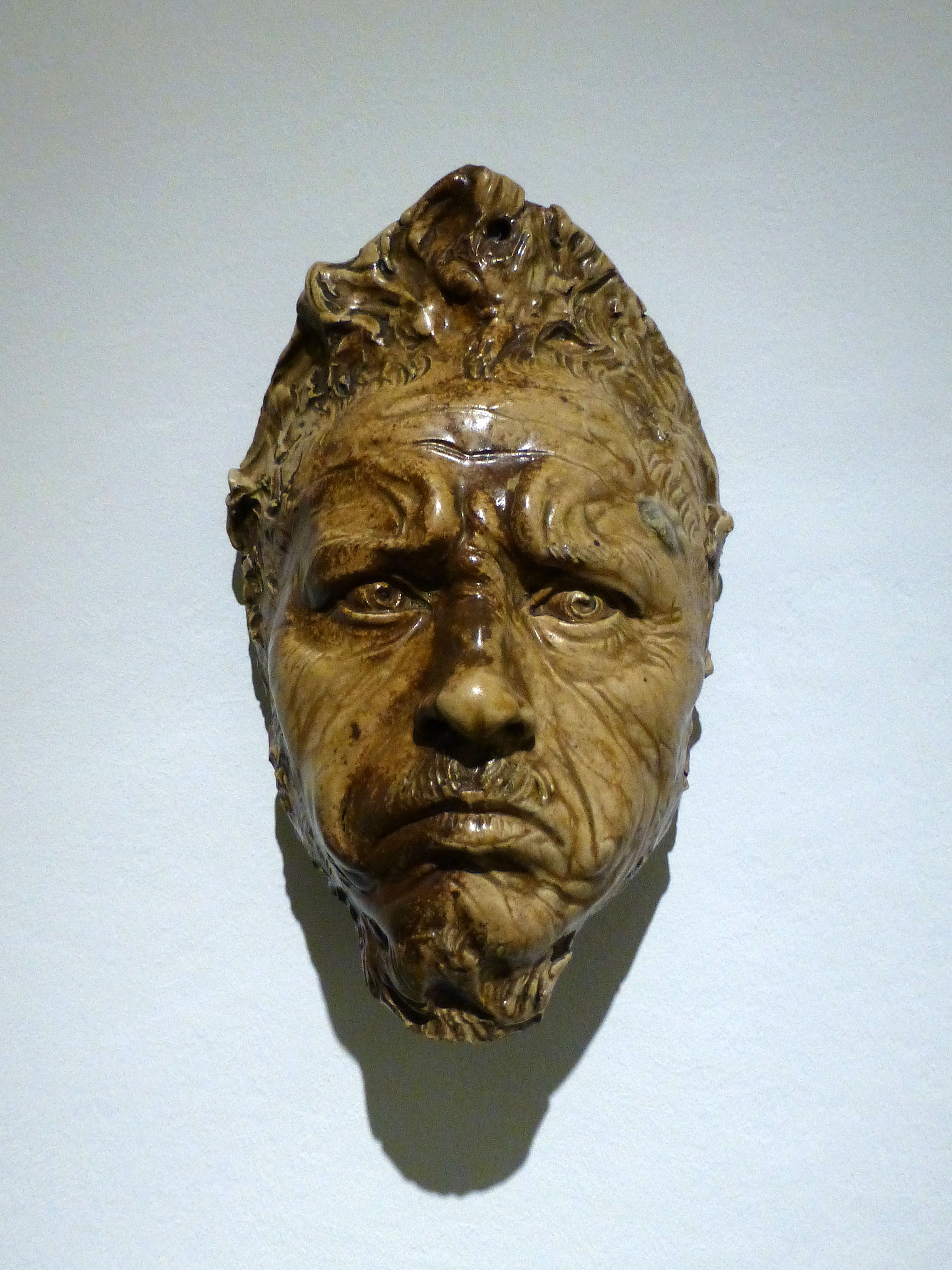
Masque autoportrait de Jean Carriès
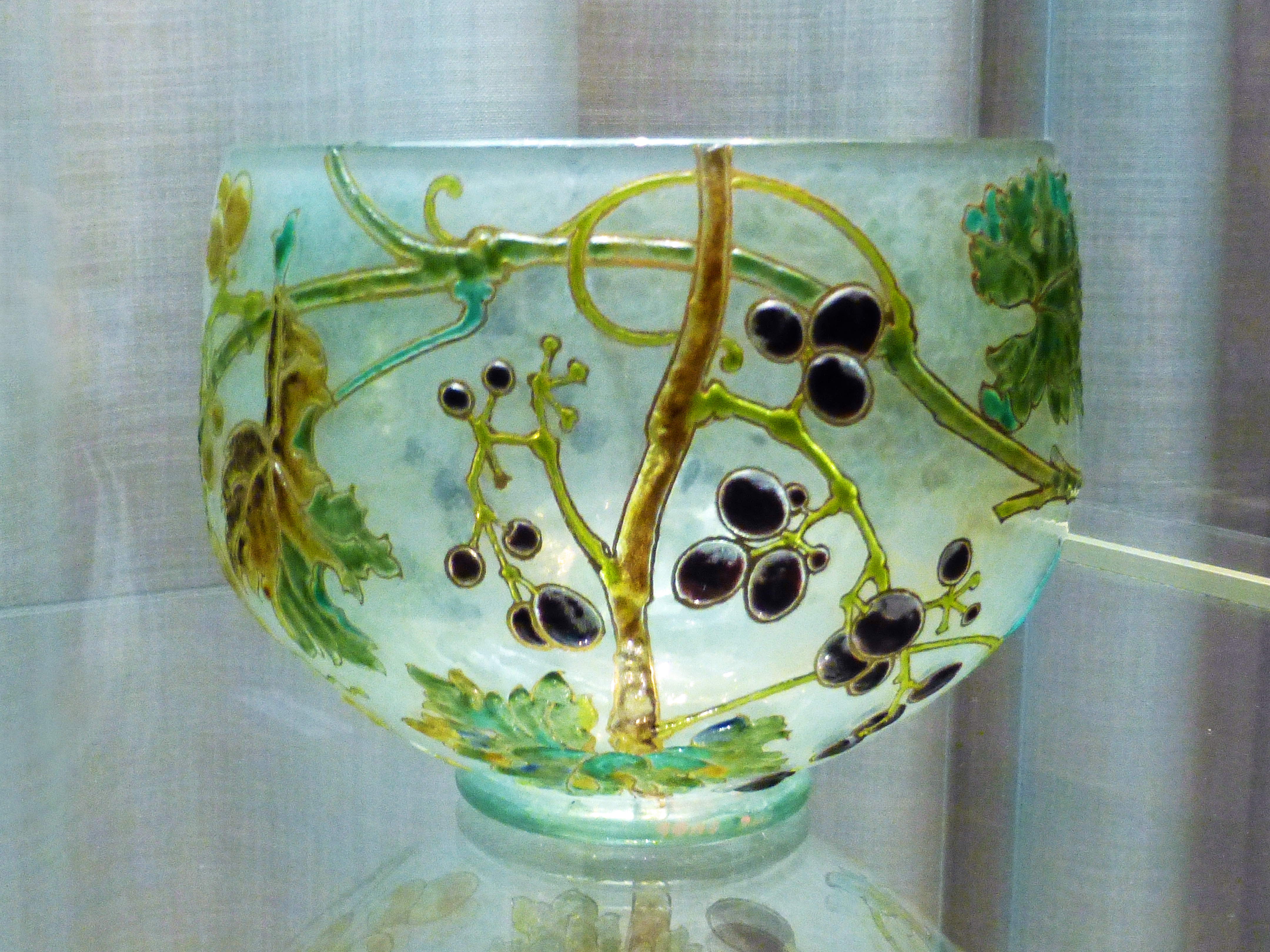
Coupe d'Amédée de Caranza (1902)
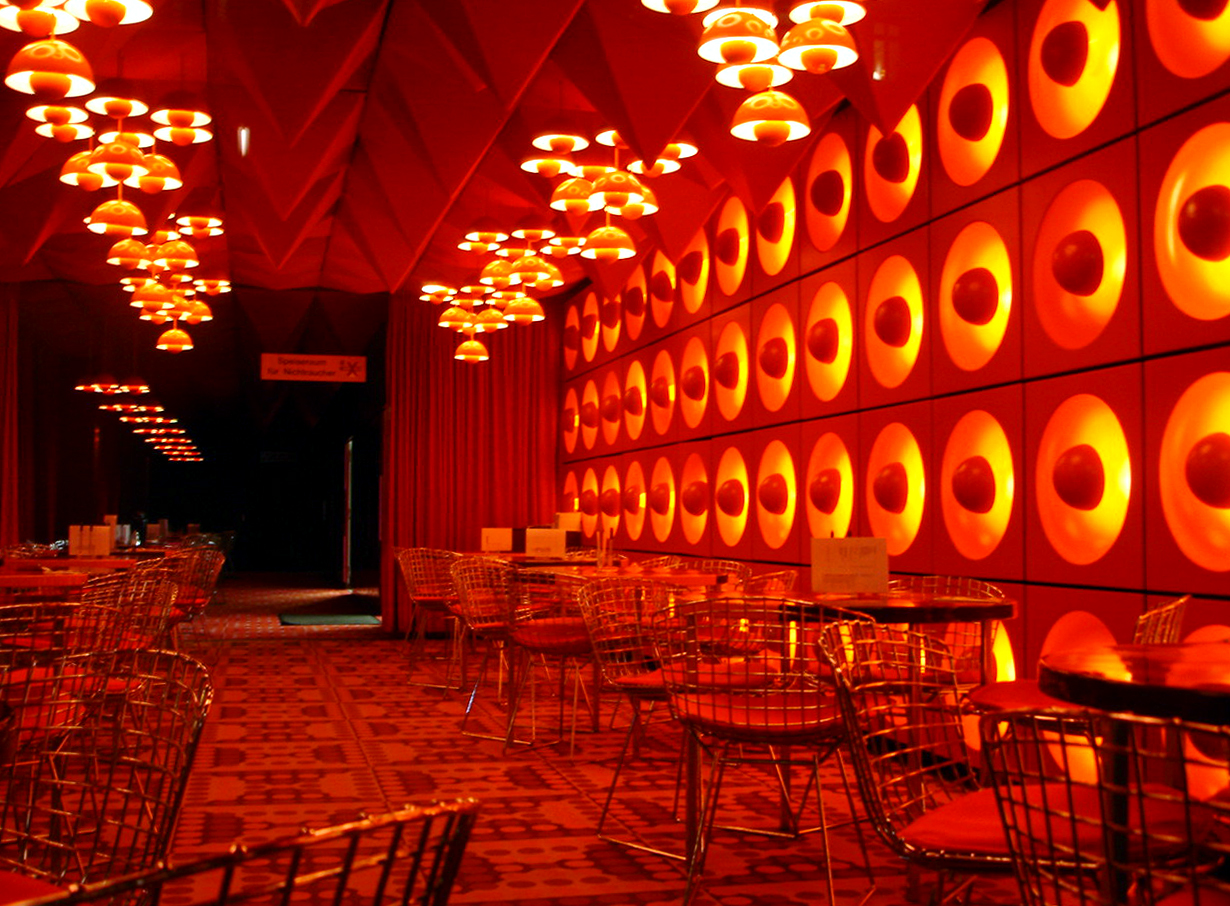
Cafétéria Spiegel de Verner Panton
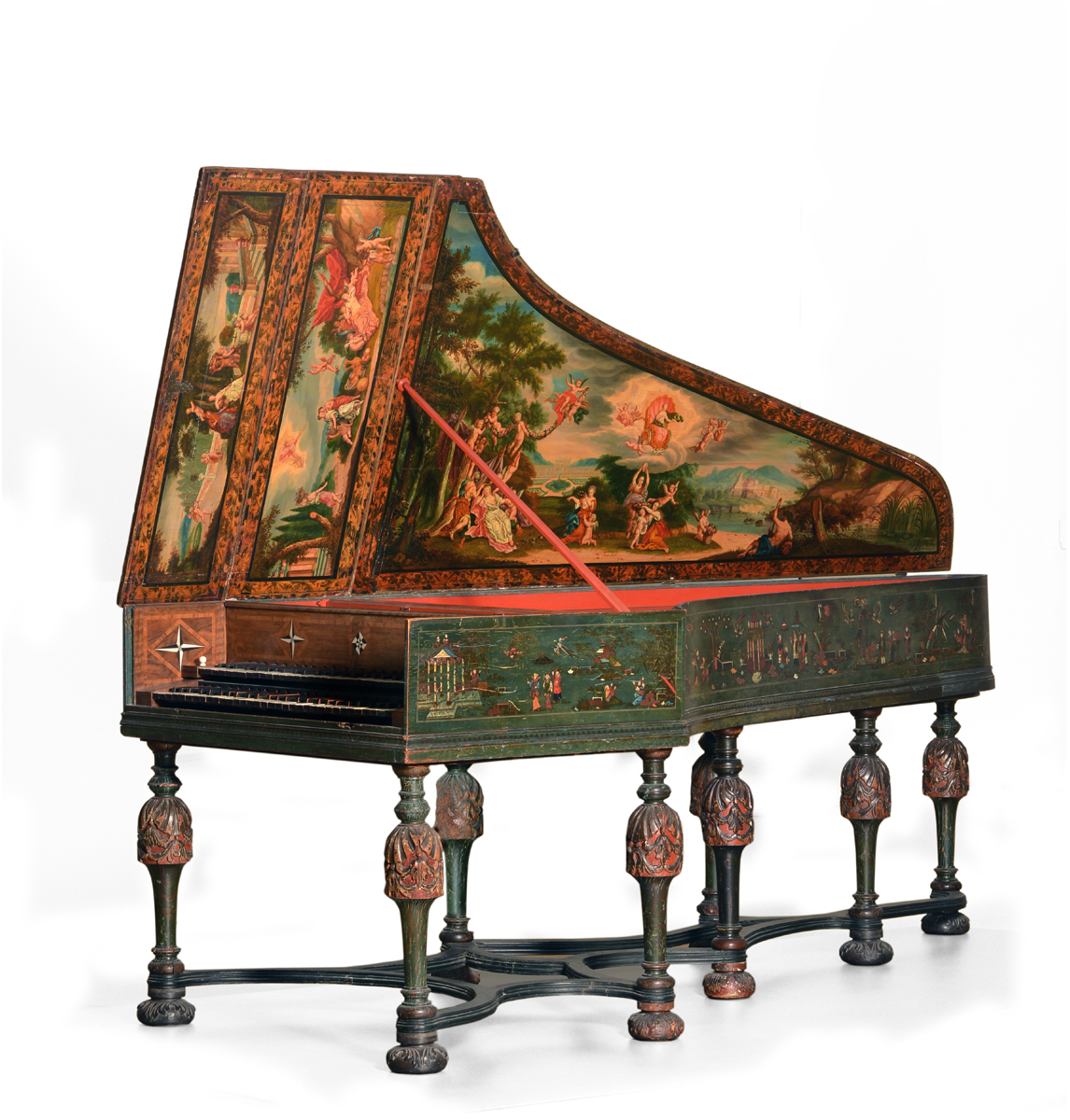
Clavecin de Zell (Hambourg 1728)
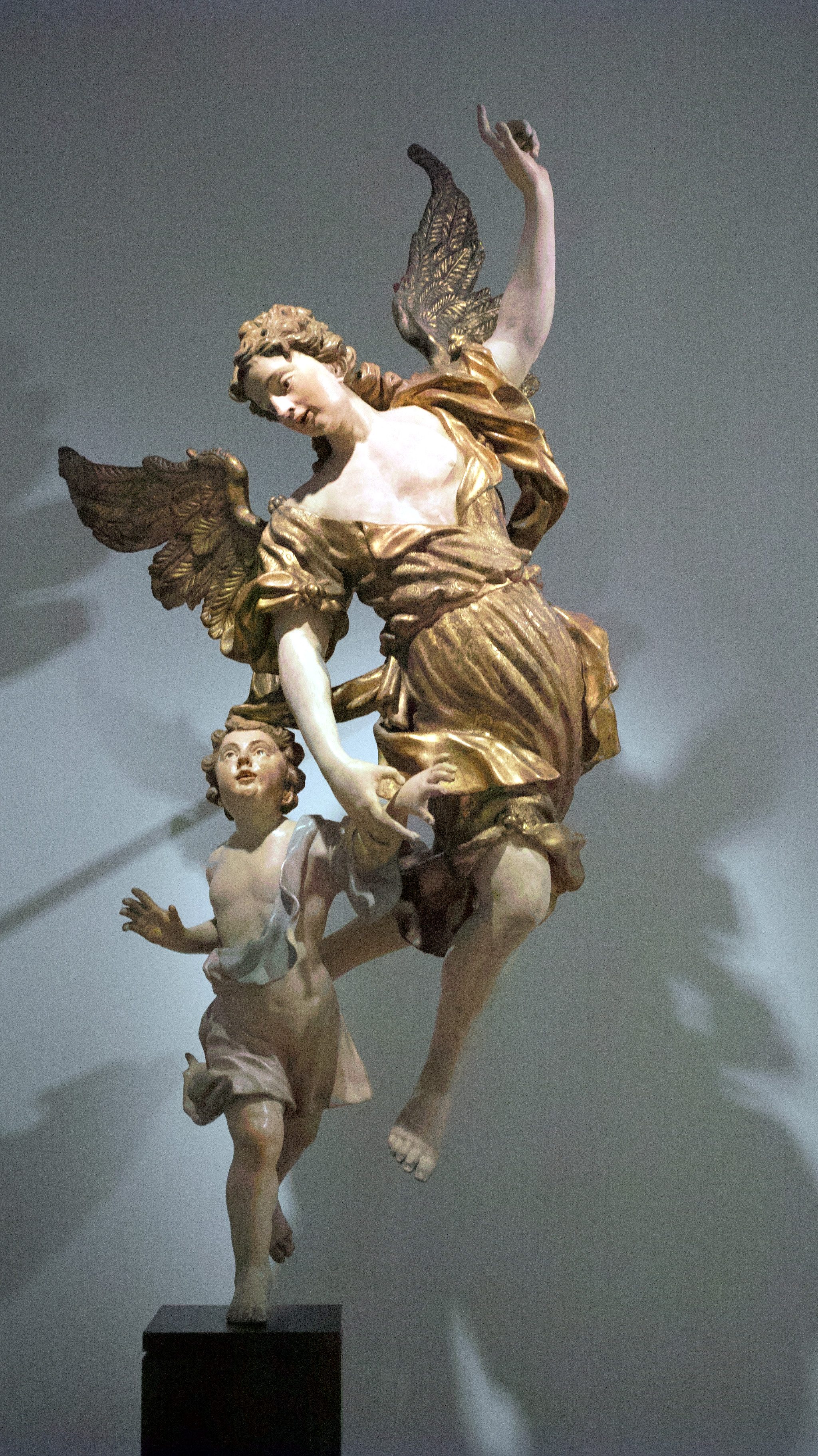
Sculpture d'un ange gardien (ca. 1700)